# Ylä-Kutemainen
Ylä-Kutemainen eller Kutemainen är en sjö i Finland. Den ligger i kommunen Viitasaari i landskapet Mellersta Finland, i den centrala delen av landet, 300 km norr om huvudstaden Helsingfors. Ylä-Kutemainen ligger 125 meter över havet. Den ligger vid sjöarna Muuruejärvi och Ylä-Kutemainen. I omgivningarna runt Ylä-Kutemainen växer i huvudsak blandskog. Den är 8,1 meter djup. Arean är 21,5 hektar och strandlinjen är 1,99 kilometer lång. Sjön  ingår i Kymmene älvs huvudavrinningsområde. 